# Cancho Monejo
Cancho Monejo und Torre de Valdemanco sind zwei nahe beieinander liegende Gipfel in der Sierra de la Cabrera, einem recht eigenständigen Gebirgskamm in der Sierra de Guadarrama.
Beide bestehen aus vielen freistenden Granitblöcken und zeigen die typische runde Verwitterungsform des Granits.

## Besteigung
Mehrere Wege führen als Bergwanderung in die Nähe, u. a. von La Cabrera als Ausgangspunkt aus; im oberen Bereich weglos bis zum höchsten Punkt.